# La Huerta (Guanajuato)
La Huerta es una localidad del estado mexicano de Guanajuato. Es parte del municipio de San Miguel de Allende.

## Demografía
| Gráfica de evolución demográfica |
|                                  |

| Censo | Población |
| ----- | --------- |
| 1900  | 106       |
| 1910  | 117       |
| 1921  | 96        |
| 1930  | 123       |
| 1940  | 154       |
| 1950  | 179       |
| 1960  | 107       |
| 1970  | 193       |
| 1980  | 318       |
| 1990  | 546       |
| 2000  | 855       |
| 2010  | 861       |
| 2020  | 1 059     |